# Amenomania
A amenomania (composto entre o latim amoenus, "alegre"; e o grego μανία, "loucura") é um diagnóstico psiquiátrico obsoleto originalmente designando pacientes com delírios que não o paralisavam, mas poderiam causar-lhes delírios bizarros. Em alguns casos, obsessões religiosas poderiam ser acompanhar a condição, fazendo com que indivíduos acreditassem ter poderes espirituais peculiares, ou mesmo serem Deus, frequentemente caracterizando quadros que poderiam ser diagnosticados pela psiquiatria moderna como esquizofrenia paranoide ou transtorno bipolar.
Segundo Benjamin Rush, a amenomania seria uma forma mais elevada de hipocondria, na qual o paciente, ao invés de sentir-se ansioso por doenças inexistentes, negaria qualquer imperfeição em sua saúde. Ademais, ao invés de suas anormalidades mentais fazerem-no melancólico, fá-lo-iam feliz.